# Villagonzalo de Tormes
Villagonzalo de Tormes es un municipio y localidad española de la provincia de Salamanca, en la comunidad autónoma de Castilla y León. Se integra dentro de la comarca del Campo de Salamanca (Campo Charro). Pertenece al partido judicial de Salamanca.
Su término municipal está formado por las localidades de Carpio-Bernardo, Castañeda, Matacán, Valdesantiago y Villagonzalo de Tormes, ocupa una superficie total de 25,56 km² y según los datos demográficos recogidos en el padrón municipal elaborado por el INE en el año 2017, cuenta con una población de 115 habitantes. En su territorio se encuentra situado también el aeropuerto de Salamanca-Matacán.

## Historia
La fundación de Villagonzalo se remonta al siglo XIV, quedando integrado en el cuarto de Allende el Río de la jurisdicción de Alba de Tormes, dentro del Reino de León, denominándose entonces Aldea de Ayuso. Con la creación de las actuales provincias en 1833, Villagonzalo de Tormes quedó encuadrado en la provincia de Salamanca, dentro de la Región Leonesa, formando parte del partido judicial de Alba de Tormes hasta la desaparición de este y su integración en el de Salamanca.

## Monumentos y lugares de interés
- Iglesia parroquial de Nuestra Señora de la Visitación.

## Geografía humana

### Demografía
Cuenta con una población de 216 habitantes (INE 2024).
| Gráfica de evolución demográfica de Villagonzalo de Tormes entre 1842 y 2021 |
| |
| Población de derecho según los censos de población del INE. Población de hecho según los censos de población del INE.En 1857 crece el término del municipio porque incorpora a Carpio Bernardo. |

### Núcleos de población
El municipio se divide en varios núcleos de población, que poseían la siguiente población en 2017 según el INE.
| Núcleo de población    | Población |
| ---------------------- | --------- |
| Villagonzalo de Tormes | 157       |
| Carpio-Bernardo        | 35        |
| Matacán                | 16        |
| Castañeda              | 2         |
| Valdesantiago          | 2         |

## Administración y política
| Partido político                              | 2019  | 2019  | 2019       | 2015  | 2015  | 2015       | 2011  | 2011  | 2011       | 2007  | 2007  | 2007       | 2003  | 2003  | 2003       |
| Partido político                              | %     | Votos | Concejales | %     | Votos | Concejales | %     | Votos | Concejales | %     | Votos | Concejales | %     | Votos | Concejales |
| Partido Popular (PP)                          | 63,20 | 79    | 4          | 51,77 | 73    | 4          | 58,24 | 99    | 4          | 48,03 | 73    | 3          | 43,57 | 61    | 3          |
| Partido Socialista Obrero Español (PSOE)      | 27,20 | 34    | 1          | 36,88 | 52    | 1          | 36,47 | 62    | 1          | 34,87 | 53    | 2          | 40,71 | 57    | 2          |
| Unidad Regionalista de Castilla y León (URCL) | —     | —     | —          | —     | —     | —          | —     | —     | —          | —     | —     | —          | 3,57  | 5     | 0          |
| Unión del Pueblo Salmantino (UPSa)            | —     | —     | —          | —     | —     | —          | —     | —     | —          | 12,50 | 19    | 0          | 2,86  | 4     | 0          |